# Andreas Kappes

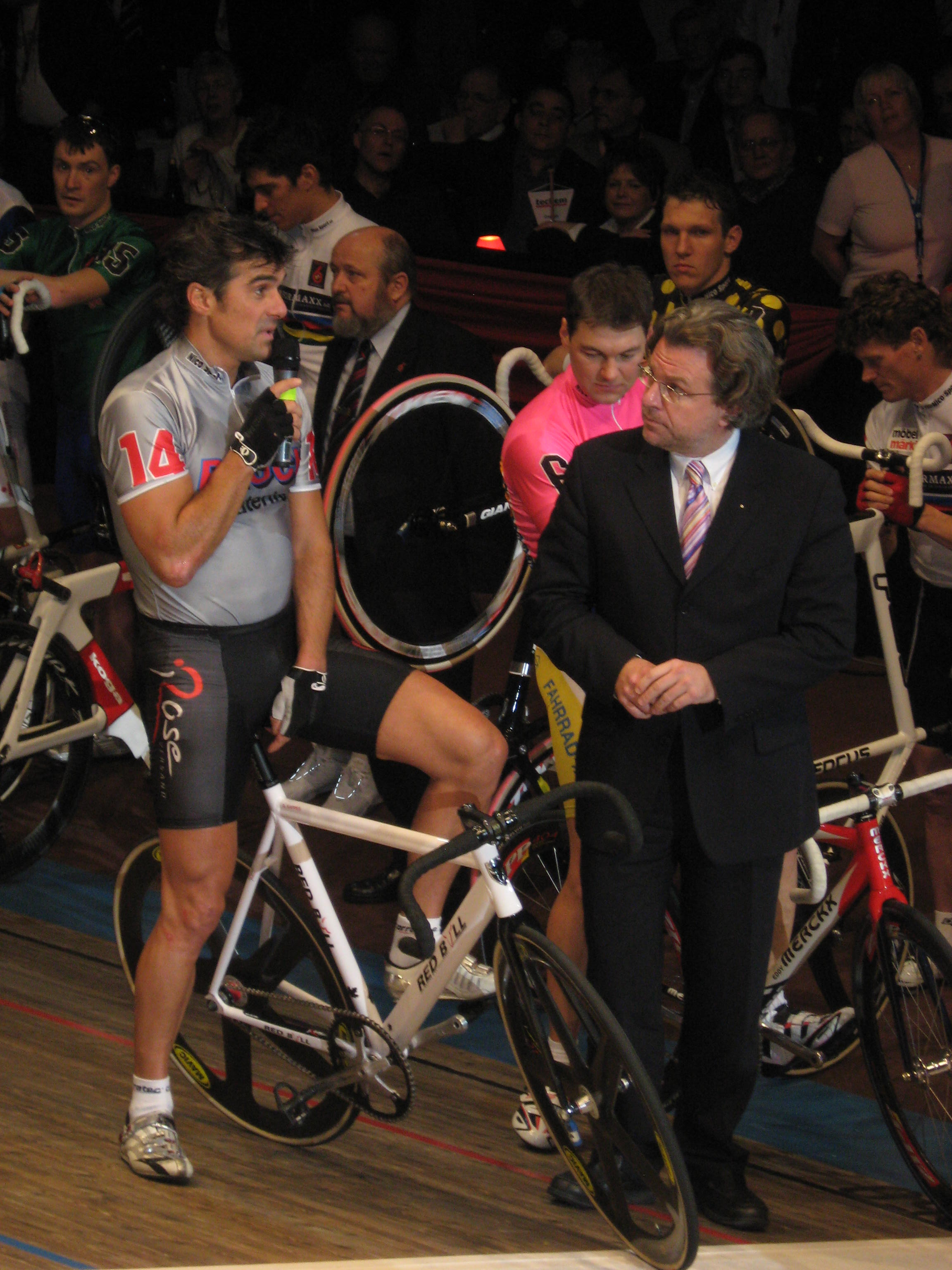
Abschied von Kappes beim Berliner Sechstagerennen (2008)

Andreas Kappes (* 23. Dezember 1965 in Bremen; † 31. Juli 2018 in Köln) war ein deutscher Radrennfahrer, der bei Rennen auf Bahn und Straße startete.

## Biografie
Andreas Kappes war ein Sohn der früheren „Berliner Radsportlegende“ Werner Kappes.
Bei den Junioren zeigte sich bereits, dass die besondere Stärke von Kappes auf der Bahn lag. 1983 holte er den deutschen Meistertitel im Zweier-Mannschaftsfahren und den Weltmeistertitel im Punktefahren. Als Amateur startete er für den Verein RRG Bremen. 1984 nahm er an den Olympischen Sommerspielen in Los Angeles teil, musste er aber nach 150 Kilometern aufgeben. 1985 startete er in der Internationalen Friedensfahrt und belegte den 23. Rang im Endklassement. 1986 gewann er die Brügelmann-Champion-Wertung, eine Jahreswertung für Amateure des Bundes Deutscher Radfahrer (BDR).
Nach der Teilnahme an seinem ersten Sechstagerennen 1987 in Bremen nahm Kappes an insgesamt 115 Sechstagerennen teil, war aber stets auch als Straßenfahrer erfolgreich. Diesen ersten Start als Berufsfahrer (an der Seite von Rene Pijnen) hatte Kappes nach eigenem Bekunden Patrick Sercu zu verdanken, der ihn unbedingt am Start sehen wollte und ihm eine erfolgreiche Karriere bei den Sechstagerennen zutraute. Neben 24 Siegen bei „Six Days“ konnte er 94 Straßenrennen und zwei Etappenrennen in Deutschland, den USA, in der Schweiz, Liechtenstein, Österreich, Belgien, Frankreich, Italien und Spanien gewinnen. Zu seinen größten Erfolgen auf der Straße zählten 1991 die Siege beim Klassiker Omloop Het Volk, der Kudamm-City Night in Berlin und ein Etappensieg beim Giro d’Italia 1988 sowie bei der französischen Tour de l’Oise 1989. Kappes errang seine Siege regelmäßig im Sprint.
Schon in seinem ersten Jahr als Berufsfahrer wurde er in die deutsche Nationalmannschaft berufen und konnte einen 17. Platz im Weltmeisterschafts-Straßenrennen erkämpfen. Ein Jahr später, 1988, belegte er den 50., 1989 den 24. und 1990 den achten Rang. Auch 1993 konnte er sich unter den Weltbesten als 13. platzieren, während er 1994 auf Platz 46 im Mittelfeld landete. Wesentlich erfolgreicher war er bei Bahnradsport-Weltmeisterschaften, wo er 1996 bis 1999 drei Bronze- und eine Silbermedaille im Zweiermannschafts- bzw. im Punktefahren erringen konnte.
Bei den Weltmeisterschaften 1999 holte er zusammen mit Olaf Pollack Bronze im Zweier-Mannschaftsfahren.
Nach der Winterbahnsaison 2007/08 beendete Andreas Kappes seine aktive Laufbahn. Er lebte in Köln. Ab 2010 beriet er junge Radsportler in Trainingslagern und bei Radrennen. Zuletzt war er unter anderem Sportlicher Leiter der Tour de Neuss, war in einem Gartenbaugeschäft beschäftigt und betrieb eine Reinigungsfirma.
Andreas Kappes starb in der Nacht vom 30. zum 31. Juli 2018 im Alter von 52 Jahren an Herzversagen, ausgelöst durch eine allergische Reaktion auf einen Insektenstich. Er wurde am 11. August 2018 auf dem Neuen Friedhof in Köln-Weiden beigesetzt.

## Doping
1997 wurde Kappes nach einer positiven Dopingprobe für sechs Monate gesperrt. Im Juli 2000 kam er nach einer Dopingprobe während der deutschen Bahnmeisterschaft im Juli 2000 erneut wegen eines erhöhten Nandrolonspiegels in den Verdacht, gedopt zu haben. Im Dezember 2000 sprach ihn das Sportgericht des Bundes Deutscher Radfahrer von den Vorwürfen frei. Der Nandrolongehalt im Blut konnte auf zulässige Nahrungsergänzung zurückgeführt werden.

## Erfolge
Bahn
- Bremer Sechstagerennen 1989, 1991, 1992, 1994, 1997, 2000
- Stuttgarter Sechstagerennen 1991, 1993, 1997, 1999, 2000, 2004
- Kölner Sechstagerennen 1990, 1991, 1996, 1998
- Münchener Sechstagerennen 1989, 1991, 1999
- Dortmunder Sechstagerennen 1989, 2003
- Berliner Sechstagerennen 1999
- Leipziger Sechstagerennen 1998
- Genter Sechstagerennen 1995
- 1996, Bahnradsport-Weltmeisterschaften 1998, 1999 – Zweier-Mannschaftsfahren
- Bahnradsport-Weltmeisterschaften 1998 – Punktefahren
- Juniorenweltmeister – Punktefahren 1983
- Deutscher Meister Punktefahren 1999, 2000
- Europameister – Zweier-Mannschaftsfahren 2003 (mit Andreas Beikirch)

Straße
- Sprintwertung Rheinland-Pfalz-Rundfahrt 1984
- Gesamtwertung Tour de l’Oise 1989
- Omloop Het Volk 1991
- drei Etappen Tour de Suisse 1989, 1994
- zwei Etappen Paris–Nizza 1988, 1991
- eine Etappe Giro d’Italia 1988
- eine Etappe Deutschland-Tour 1999
- eine Etappe Rheinland-Pfalz-Rundfahrt 1997